# Clemens Baeumker
Clemens Baeumker, född 16 september 1853 och död 7 oktober 1924, var en tysk filosofihistoriker.
Baeumker blev professor i Bonn 1900, senare i Strassburg och efter 1912 i München. Baeumker bearbetade med framgång medeltidens filosofi och påvisade dess platonska bottenflöden. Bland hans skrifter märks Das Problem der Materie in der griechischen Philosophie (1890), Witelo. Ein Philosoph und Naturforscher des XIII. Jahrhunderts (1908), samt Roger Bacons Naturphilosophie (1916). I Kultur der Gegenwart har han skrivit patristikens och den kristna medeltidens filosofi. Inom det psyklogiskt-pedagogiska området faller arbetet Anschauung und Denken (1913).